# Az útvesztő: Tűzpróba
Az útvesztő: Tűzpróba (eredeti cím: Maze Runner: The Scorch Trials) egy 2015-ös amerikai disztópikus sci-fi akció-thriller, melyet James Dashner 2009-es azonos című regénye alapján Wes Ball rendezett. A forgatókönyvet TS Nowlin írta. Ez a második része Az útvesztő filmsorozatnak. A főszereplők Dylan O’Brien, Kaya Scodelario, Thomas Brodie-Sangster, Nathalie Emmanuel és Ki Hong Lee.
Az Amerikai Egyesült Államokban 2015. szeptember 18-án mutatta be a 20th Century Fox, Magyarországon egy nappal hamarabb szinkronizálva, szeptember 17-én az InterCom forgalmazásában.
A film kereskedelmi szempontból sikeresen teljesített, ugyanis Észak-Amerikában, 81,6 millió dollárt, a világ más tájain pedig 230,6 millió dollárt hozott, azaz összesen 312,3 millió dollárt. A 61 millió dolláros költségvetését jelentősen meghaladta, emellett az ötödik legnagyobb bevételt hozó film volt szeptemberben. A film vegyes értékeléseket kapott a kritikusoktól. Dicsérték a filmteljesítményt. A Metacritic oldalán a film értékelése – 29 vélemény alapján – 43%. A Rotten Tomatoeson Az útvesztő: Tűzpróba 48%-os minősítést kapott 121 értékelés alapján. A  forgatás Új-Mexikóban, Albuquerque kezdődött, 2014. október 27-én.
A film folytatása: Az útvesztő: Halálkúra című film lesz, amit tervek szerint 2017 februárjában fognak bemutatni az Egyesült Államokban.

## Cselekménye
A film nyitójelenetében, Thomas felébred egy álomból, melyben az anyja átadja őt a VESZETT-nek, majd Ava Paige és néhány katona átszállítja máshová.
A film ott folytatódik, ahol az előző abbamaradt. Titokzatos megmentőik egy épületbe viszik őket. A helyet egy Janson nevű férfi vezeti. Elmagyarázza nekik, hogy a létesítmény egy biztonságos menedék számukra, amely megvédi őket a fertőző vírustól és a hajtóvadászoktól. Biztosítanak számukra ruhákat, élelmiszert és higiéniai ellátást is, ám több útvesztős túlélő is tartózkodik az épületben. Minden nap elvisznek néhány embert egy helyre ahonnan nem jönnek vissza. Aris, a létesítmény legrégebbi tagja, valamint az első labirintus túlélője, Thomassal együtt felderíti, hogy a VESZETT vezetője, Ava Paige még mindig életben van, és Janson is neki dolgozik. Ők ketten a kísérletekről beszélgetnek; a férfi elmondja, hogy nem találta még meg a jobb kart, a hegyekben megbúvó ellenszegülőket. A csapat (köztük Aris is) megszökik az épületből, majd elhatározzák, hogy megkeresik a jobb kart bármi áron is.
A csapat egy épületben bújik el, ahol a vírus által megfertőzött buggyantakkal találkoznak. A támadás alatt az egyik megfertőzi Winstont. Winston fertőzése olyannyira súlyosbodik, hogy már majdnem átalakul; az ő akarata miatt, a többiek magára hagyják egy pisztollyal a kezében. A csapat folytatja útjukat a forró sivatagban. Este, a távolban egy épületből kiszivárgó fényeket vesznek észre. Egyre nagyobb vihar kezd gyűlni felettük, ezért bemennek abba az épületbe. Az úton Minhóba belecsap a villám, de túléli. Az épületben számos leláncolt buggyantat vesznek észre. Kiderül, hogy az épületben egy túlélő csapat van. Találkoznak Brendával és Jorgeval, akik a túlélők veszélyes bandáját vezetik. Amikor a két vezető kideríti, hogy a csapat a VESZETT-től jött és a jobb kart keresi, beleegyeznek abba hogy segítenek nekik eljutni oda, mert így nagyobb esélyük van arra, hogy a jobb kar befogadja őket, de a többi túlélőt maguk mögött hagyják. Abban a pillanatban, Janson és a VESZETT katonái megviharozzák őket, de a létesítményt hamar elpusztítja Jorge az önmegsemmisítőjével, azonban Thomas és Brenda lemaradtak, míg a többiek sikeresen elmenekülnek Jorgeval. Thomasnak és Brendának nehezen, de sikerül elmenekülnie egy föld alatti alagúton keresztül, csakhogy a lányt megharapják egy buggyantakkal való ütközet során. Rátalálnak a csapat többi tagjára. Jorge megkeresi régi "barátját", Marcust, aki biztosan tudja a jobb kar hollétét, és erőszakkal ki is szedik belőle.
Rátalálnak a Jobb karra és amint Brenda fertőzése kiderül, Vince, a jobb kar vezetője, fenyegetőzni kezd a lány lelövésével, de egy korábbi VESZETT orvos, Mary Cooper közbeavatkozik. Kiderül hogy régen Thomas volt az aki minden VESZETT létesítmény koordinátáját eljuttatta hozzájuk. Miközben Mary lelassítja Brenda fertőzésének további terjedését egy enzimkúra segítségével, elmagyarázza, hogy az enzimet csak az "immunis" gyerekek testéből lehet kinyerni. Elmondja azt is, hogy azért lépett ki a VESZETT-től, mert nem támogatta az immunisok lecsapolását. Azon az estén, Teresa elküldi titokban a tartózkodási helyüket a VESZETT-nek, hisz a szervezet motivációja a gyógymód feltalálása. Ava és Janson megérkeznek, majd rakétákkal szétlövik a jobb kar táborát. Leszállnak a berggel, majd begyűjtik az életben maradt immunisokat. Azonban, Jorge és Brenda egy kamionnal belehajt az egyik repülőbe, és a hirtelen meglepettséget kihasználva a jobb kar felül kerekedik a VESZETT katonái felett, közben Janson megöli Mary-t. Janson-nak és Ava-nak sikerül visszajutni a gépre és velük megy Teresa is, Minhót és Arist sikerül elfogniuk és magukkal vinniük.
A film végén eldöntik, hogy visszamennek barátaikért, és végleg leszámolnak a VESZETT-el.

## Szereplők
| Színész            | Szereplő  | Magyar hang        |
| ------------------ | --------- | ------------------ |
| Dylan O’Brien      | Thomas    | Szatory Dávid      |
| Thomas Sangster    | Newt      | Timon Barna        |
| Kaya Scodelario    | Teresa    | Csuha Borbála      |
| Ki Hong Lee        | Minho     | Berkes Bence       |
| Dexter Darden      | Serpenyő  | Czető Roland       |
| Patricia Clarkson  | Ava Paige | Menszátor Magdolna |
| Aidan Gillen       | Janson    | Széles Tamás       |
| Alexander Flores   | Winston   | Márkus Sándor      |
| Jacob Lofland      | Aris      | Jéger Zsombor      |
| Giancarlo Esposito | Jorge     | Jakab Csaba        |
| Rosa Salazar       | Brenda    | Csifó Dorina       |
| Nathalie Emmanuel  | Harriet   | Trokán Nóra        |

További magyar hangok: Bárány Virág, Bognár Tamás, Csémi Balázs, Dobó Enikő, Farkas Zita, Haagen Imre, Hám Bertalan, Hannus Zoltán, Hegedüs Miklós, Hertz D. Péter, Holl Nándor, Juhász Zoltán, Kajtár Róbert, Király Adrián, Láng Balázs, Maday Gábor, Mesterházy Gyula, Papucsek Vilmos, Presits Tamás, Seder Gábor, Sturcz Attila, Szatmári Attila, Téglás Judit, Vári Attila, Zöld Csaba